# Cupra Born
Cupra Born — первый серийный электромобиль компании Seat, вышедший на рынок 25 мая 2021 года. 

## Описание
Автомобиль базируется на платформе MEB, на которой также базируется Volkswagen ID.3. На платформе MEB аккумулятор устанавливается плоско в пол автомобиля. Born комплектуется электродвигателем мощностью 204 л. с. (по некоторым данным — 228 л. с.) и крутящим моментом 310 Н⋅м и тремя тяговыми батареями на выбор: 45, 58 и 77 кВт⋅ч. Запас хода подтверждён производителем в диапазоне от 330 до 550 км по сложному циклу WLTP (по NEDC это было бы примерно до 710 км). От 100-киловаттной зарядной колонки автомобиль может получить 290 км хода за 30 минут. Гарантия на аккумулятор составляет 8 лет или 160 000 км. 7 июня 2022 года автомобиль прошёл фейслифтинг.

## Технические характеристики
|                                            |                                            | Born 58                                        | Born 58 e-boost                                | Born 60                                        | Born 77 e-boost                                | Born 77                                        | Born VZ                                        |
| ------------------------------------------ | ------------------------------------------ | ---------------------------------------------- | ---------------------------------------------- | ---------------------------------------------- | ---------------------------------------------- | ---------------------------------------------- | ---------------------------------------------- |
| Годы выпуска                               | Годы выпуска                               | 09.2021–05.2024                                | 02.2022–05.2024                                | с 06.2024                                      | 02.2022–05.2024                                | с 05.2024                                      | с 06.2024                                      |
| Номер производителя / Код авто             | Номер производителя / Код авто             | 7593 / ASO                                     | 7593 / ASM                                     | 7593                                           | 7593 / ASN                                     | 7593                                           | 7593 / ATM                                     |
| Мотор                                      | Мотор                                      | 1 × Трёхфазный-электродвигатель                | 1 × Трёхфазный-электродвигатель                | 1 × Трёхфазный-электродвигатель                | 1 × Трёхфазный-электродвигатель                | 1 × Трёхфазный-электродвигатель                | 1 × Трёхфазный-электродвигатель                |
| Вид мотора                                 | Вид мотора                                 | Синхронная машина с постоянными магнитами      | Синхронная машина с постоянными магнитами      | Синхронная машина с постоянными магнитами      | Синхронная машина с постоянными магнитами      | Синхронная машина с постоянными магнитами      | Синхронная машина с постоянными магнитами      |
| Мотор, обозначение                         | Мотор, обозначение                         | APP310                                         | APP310                                         | APP310                                         | APP310                                         | APP310                                         | APP550                                         |
| Мощность мотора, максимальная              | Мощность мотора, максимальная              | 150 кВт (204 л.с.)                             | 170 кВт (231 л.с.)                             | 170 кВт (231 л.с.)                             | 170 кВт (231 л.с.)                             | 170 кВт (231 л.с.)                             | 240 кВт (326 л.с.)                             |
| Крутящий момент, максимальный              | Крутящий момент, максимальный              | 310 Н⋅м                                        | 310 Н⋅м                                        | 310 Н⋅м                                        | 310 Н⋅м                                        | 310 Н⋅м                                        | 545 Н⋅м                                        |
| Компоновка                                 | Компоновка                                 | заднемоторная, заднеприводная                  | заднемоторная, заднеприводная                  | заднемоторная, заднеприводная                  | заднемоторная, заднеприводная                  | заднемоторная, заднеприводная                  | заднемоторная, заднеприводная                  |
| Переключение передач                       | Переключение передач                       | двухступенчатая односкоростная коробка передач | двухступенчатая односкоростная коробка передач | двухступенчатая односкоростная коробка передач | двухступенчатая односкоростная коробка передач | двухступенчатая односкоростная коробка передач | двухступенчатая односкоростная коробка передач |
| Вес порожнего (включая вес водителя 75 кг) | Вес порожнего (включая вес водителя 75 кг) | 1811 кг                                        | 1824 кг                                        | 1841 кг                                        | 1946 кг                                        | 1969 кг                                        | 1999 кг                                        |
| Допустимый вес                             | Допустимый вес                             | 2260 кг                                        | 2260 кг                                        | 2290 кг                                        | 2300 кг                                        | 2410 кг                                        | 2430 кг                                        |
| Ускорение 0-100 км/ч                       | Ускорение 0-100 км/ч                       | 7,3 с                                          | 6,6 с                                          | 6,7 с                                          | 7,0 с                                          | 7,1 с                                          | 5,6 с                                          |
| Максимальная скорость                      | Максимальная скорость                      | 160 км/ч                                       | 160 км/ч                                       | 160 км/ч                                       | 160 км/ч                                       | 160 км/ч                                       | 200 км/ч                                       |
| Ёмкость аккум. батареи, полная/на привод   | Ёмкость аккум. батареи, полная/на привод   | 62 кВт⋅ч / 58 кВт⋅ч                            | 62 кВт⋅ч / 58 кВт⋅ч                            | 63 кВт⋅ч / 60 кВт⋅ч                            | 82 кВт⋅ч / 77 кВт⋅ч                            | 82 кВт⋅ч / 77 кВт⋅ч                            | 84 кВт⋅ч / 79 кВт⋅ч                            |
| Расход энергии по WLTP на 100 км           | Расход энергии по WLTP на 100 км           | 15,5–18,0 кВт⋅ч                                | 15,7–18,0 кВт⋅ч                                | 15,6–17,6 кВт⋅ч                                | 15,8–17,6 кВт⋅ч                                | 15,8–17,8 кВт⋅ч                                | 14,9–16,7 кВт⋅ч                                |
| Заряд переменным током                     | Мощность ЗУ (on bord)                      | 11 кВт                                         | 11 кВт                                         | 11 кВт                                         | 11 кВт                                         | 11 кВт                                         | 11 кВт                                         |
| Заряд переменным током                     | Длительность (0–100 %)                     | 6:15 ч                                         | 6:15 ч                                         | 6:30 ч                                         | 7:30 ч                                         | 8:00 ч                                         | 8:30 ч                                         |
| Заряд постоянным током                     | Мощность ЗУ                                | 120 кВт                                        | 120 кВт                                        | 165 кВт                                        | 170 кВт                                        | 175 кВт                                        | 185 кВт                                        |
| Заряд постоянным током                     | Длительность (5–80 %)                      | 35 мин                                         | 35 мин                                         | 24 мин                                         | 30 мин                                         | 28 мин                                         | 26 мин                                         |
| Запас хода по WLTP                         | Запас хода по WLTP                         | 424 км                                         | 420 км                                         | 427 км                                         | 548 км                                         | 555 км                                         | 539 км                                         |

## Галерея
- SEAT el-Born Concept на выставке IAA 2019
- Вид сзади
- Интерьер

## Производственные показатели
| Год  | Произведено |
| ---- | ----------- |
| 2021 | 4,801       |
| 2022 | 36,153      |
| 2023 | 45,300      |